# Luis Soria Iribarne
Luis de Soria Iribarne (Almería, España, 21 de noviembre de 1851 – 1935) fue un guitarrista, concertista y compositor español, destacado en el ámbito de la música clásica española de finales del siglo XIX y comienzos del siglo XX. Su obra se inscribe dentro del renacimiento de la guitarra clásica en España y su estilo combinó influencias románticas con elementos del folclore andaluz.

## Vida
Luis Soria nació en Almería el 21 de noviembre de 1851. Realizó sus estudios de primera y segunda enseñanza en su ciudad natal, completándolos posteriormente en Cádiz. Desde muy temprana edad mostró un marcado interés por la música, en especial por la guitarra, instrumento al que se dedicó de forma autodidacta desde los nueve años, pese a la oposición inicial de su padre, también guitarrista y músico.
Tras el fallecimiento de su padre, tuvo la oportunidad de escuchar al guitarrista Julián Arcas, cuya influencia fue decisiva en su formación musical. A los veinte años fue llamado al servicio militar, durante el cual continuó practicando la guitarra en su tiempo libre.
Una vez finalizado el servicio, se trasladó a Argelia francesa, donde ofreció conciertos y perfeccionó su conocimiento del idioma francés. Posteriormente se estableció en Alicante, donde entró en contacto con círculos culturales locales y conoció al guitarrista Francisco Tárrega, con quien mantuvo una estrecha relación profesional. Ambos ofrecieron varios conciertos a dúo en la región.
Luis Soria desarrolló una extensa carrera como concertista. Actuó en numerosas ciudades de España, así como en Francia, Bélgica, Reino Unido y otras partes de Europa. También realizó una gira por América, presentándose en países como Puerto Rico y Cuba. Residió cinco años en La Habana, donde recibió el reconocimiento de la crítica local.
Durante su estadía en Cuba, Soria Iribarne diseñó y construyó un instrumento musical que denominó "guitarpa", por ser una mezcla entre guitarra y arpa. Dos versiones del instrumento fueron creadas, una de ocho cuerdas y la otra de once.
En 1896 regresó a España y continuó dando conciertos con la guitarpa. En Madrid fundó la primera Sociedad Guitarrística Española. Posteriormente continuó sus actividades concertísticas en distintas localidades, incluyendo una etapa en Barcelona en 1905. Allí ofreció recitales en solitario y a dúo con su hijo, también guitarrista.
Además de su faceta como concertista, Soria se dedicó activamente a la enseñanza de la guitarra. Ejerció como profesor en varias ciudades españolas, entre ellas Madrid, San Sebastián y Gijón. En sus últimos años residió en Madrid, donde continuó impartiendo clases de manera privada.